# Pere Pons
Pere Pons Riera (Sant Martí Vell, 1993. február 20. –) spanyol labdarúgó, aki jelenleg a Deportivo Alavés játékosa.

## Pályafutása

### Klub
2002-ben 9 évesen csatlakozott a Girona akadémiájához. 2012. szeptember 13-án debütált az első csapatban a kupában a Joseba Garmendia cseréjeként a Sporting de Gijón ellen. Három nappal később a bajnokságban is bemutatkozott, az UD Las Palmas ellen 5–0-ra megnyert mérkőzésen. 2013. október 6-án az első gólját is megszerezte a CE Sabadell FC ellen. 2014. január 29-én kölcsönbe került az UE Olot együtteséhez júniusig. Miután a kölcsön lejárt a bajnokságban Pablo Machín kezdőbe tette.
November 21-én meghosszabbította szerződését 2017-ig. A 2016–17-es szezon során 38 bajnokin 2 gólt szerzett és csapatával kiharcolták az élvonalba jutást. 2017. augusztus 15-én 2022-ig szerződést hosszabbított. Négy nappal később  az élvonalban az Atlético de Madrid ellen debütált, a mérkőzés 2–2-re végződött. 2019. július 4-én a Deportivo Alavés csapata szerződtette 3 évre.

### Válogatott
2016. december 28-án mutatkozott be a katalán labdarúgó-válogatottban a tunéziai labdarúgó-válogatott ellen Sergi Roberto cseréjeként.

## Statisztika
2019. szeptember 2-i állapotnak megfelelően.
| Klub             | Szezon           | Bajnokság | Bajnokság | Kupa    | Kupa  | Egyéb   | Egyéb | Nemzetközi | Nemzetközi | Összesen | Összesen |
| Klub             | Szezon           | Meccsek   | Gólok     | Meccsek | Gólok | Meccsek | Gólok | Meccsek    | Gólok      | Meccsek  | Gólok    |
| ---------------- | ---------------- | --------- | --------- | ------- | ----- | ------- | ----- | ---------- | ---------- | -------- | -------- |
| Girona B         | 2012–13          | 8         | 1         | 0       | 0     | —       | —     | —          | —          | 8        | 1        |
| Girona B         | Összesen         | 8         | 1         | 0       | 0     | 6       | 0     | 0          | 0          | 8        | 0        |
| UE Olot          | 2013–14          | 14        | 0         | 0       | 0     | —       | —     | —          | —          | 14       | 0        |
| UE Olot          | Összesen         | 14        | 0         | 0       | 0     | 6       | 0     | 0          | 0          | 14       | 0        |
| Girona           | 2012–13          | 9         | 0         | 1       | 0     | —       | —     | —          | —          | 10       | 0        |
| Girona           | 2013–14          | 10        | 1         | 2       | 0     | —       | —     | —          | —          | 12       | 1        |
| Girona           | 2014–15          | 40        | 0         | 1       | 0     | 2       | 0     | —          | —          | 43       | 0        |
| Girona           | 2015–16          | 35        | 0         | 0       | 0     | 4       | 0     | —          | —          | 39       | 0        |
| Girona           | 2016–17          | 39        | 2         | 0       | 0     | —       | —     | —          | —          | 39       | 2        |
| Girona           | 2017–18          | 31        | 0         | 0       | 0     | —       | —     | —          | —          | 31       | 0        |
| Girona           | 2018–19          | 34        | 1         | 2       | 0     | —       | —     | —          | —          | 36       | 1        |
| Girona           | Összesen         | 198       | 4         | 7       | 0     | 6       | 0     | 0          | 0          | 194      | 3        |
| Deportivo Alavés | 2019–20          | 2         | 0         | 0       | 0     | —       | —     | —          | —          | 2        | 0        |
| Deportivo Alavés | Összesen         | 2         | 0         | 0       | 0     | 0       | 0     | 0          | 0          | 2        | 0        |
| Karrier összesen | Karrier összesen | 222       | 5         | 7       | 0     | 6       | 0     | 0          | 0          | 235      | 5        |